# Franz Schrüfer
Franz Schrüfer (* 17. März 1823 in Oberailsfeld; † 6. August 1909 in Bamberg) war ein Schachkomponist der altdeutschen Schule.
Schrüfer erfuhr eine Musikausbildung unter anderem auf dem Königlichen Conservatorium in München. Er komponierte einige Musikstücke. Bis zum 1. Januar 1899 arbeitete er als Chorrektor bei St. Martin in Bamberg.
Erst mit seinem 45. Lebensjahr begann Schrüfer, sich ernsthaft mit Schach zu befassen.
Er war von 1870 bis 1895 Vorsitzender des 1868 gegründeten Bamberger Schachvereins, dessen Ehrenvorstand er nach Beendigung seines Amtes wurde. Ab 1870 war er als Problemkomponist tätig, wobei er ab 1876 durch Turniererfolge auf sich aufmerksam machte. Mitte der 1880er Jahre galt er als einer der wichtigsten Schachkomponisten seiner Zeit. Er gilt als bedeutender Vertreter der altdeutschen Schule der Schachkomposition.
|   | a | b | c | d | e | f | g | h |   |
| 8 |   |   |   |   |   |   |   |   | 8 |
| 7 |   |   |   |   |   |   |   |   | 7 |
| 6 |   |   |   |   |   |   |   |   | 6 |
| 5 |   |   |   |   |   |   |   |   | 5 |
| 4 |   |   |   |   |   |   |   |   | 4 |
| 3 |   |   |   |   |   |   |   |   | 3 |
| 2 |   |   |   |   |   |   |   |   | 2 |
| 1 |   |   |   |   |   |   |   |   | 1 |
|   | a | b | c | d | e | f | g | h |   |

Lösung:

1. Te3–b3 (droht 2. Tb3–b7) c4xb3 

2. Le5–b2

Schrüfer war Ehrenmitglied des Münchener Schachclubs und, ab 7. Juni 1903, des Deutschen Schachbundes.
Im Jahr 1904 verletzte sich Schrüfer bei einem Unfall, wonach er seine Wohnung nicht mehr verlassen konnte.